# Trichomanes tuerckheimii
Trichomanes tuerckheimii là một loài thực vật có mạch trong họ Hymenophyllaceae. Loài này được Christ miêu tả khoa học đầu tiên năm 1905.